# Tour de France 2009
Le Tour de France 2009 est la 96e édition du Tour de France cycliste. Il s'est déroulé du 4 au 26 juillet 2009. La course d'une distance totale de 3 459 kilomètres, fait partie du calendrier mondial de l'UCI 2009.
Ce Tour de France marque le retour de Lance Armstrong après sa première retraite en 2005. Il se classe 3e avant son déclassement en 2012 pour dopage. L'Espagnol Alberto Contador remporte son second Tour de France après celui de 2007. Il a remporté l'étape s'achevant par l'ascension vers Verbier, en Suisse, le contre-la-montre à Annecy, ainsi que le contre-la-montre par équipes de Montpellier. Il devance le Luxembourgeois Andy Schleck et le Britannique Bradley Wiggins,.
Le sprinter britannique Mark Cavendish a gagné six étapes. Le Norvégien Thor Hushovd est cependant le lauréat du classement par points. L'Italien Franco Pellizotti remporte le maillot à pois et le prix du super combatif, mais est déclassé par la suite en raison de données anormales constatées sur son passeport biologique. Andy Schleck remporte le maillot blanc, qui récompense le meilleur jeune (moins de 25 ans) de l'épreuve.

## Présentation de la course

### Parcours
Le 14 décembre 2007, la direction du tour annonce officiellement que le départ sera lancé à Monaco. La première étape, un contre-la-montre individuel, empruntera une partie du Circuit de Monaco. Le parcours est dévoilé le 22 octobre 2008. Durant sa première semaine, la course longe la côte méditerranéenne, en commençant par la RD6098 (ex-RN98). Elle comprend un contre-la-montre par équipes à Montpellier et une étape en Espagne, entre Gérone et Barcelone. Suivent trois étapes pyrénéennes, d'abord sur les routes catalanes et andorannes avec une arrivée à Arcalis précédée par le col de Serra-Seca inédit, puis en France. Le peloton est ensuite transféré jusqu'à Limoges pour la première journée de repos. Il gagne l'Alsace et les Vosges en quatre étapes dont celle de moyenne montagne entre Vittel et Colmar, finissant sur trois cols de plus ou moins 1 000 mètres. Viennent ensuite le Jura et la Suisse pour une arrivée à Verbier. Après la deuxième journée de repos, les coureurs effectuent deux étapes dans les Alpes et un contre-la-montre à Annecy. Une dernière étape de montagne les emmène au mont Ventoux, à la veille de l'arrivée aux Champs-Élysées.
Le parcours passe par 6 pays (Monaco, France, Espagne, Andorre, Suisse, Italie), bien qu'il ne s'arrête que dans 5 d'entre eux (l'Italie étant traversée lors de la 16e étape du 21 juillet entre les sommets des cols du Grand-Saint-Bernard et du Petit Saint-Bernard). L'édition 2009 s'approche donc, dans ce domaine, du record établi lors du Tour de France 1992 où 7 pays furent traversés par les coureurs (Espagne, France, Belgique, Pays-Bas, Allemagne, Luxembourg et Italie).

### Équipes participantes
La sélection des équipes est régie par le règlement UCI du sport cycliste. La liste des 20 équipes invitées est annoncée en mars 2009 : Team Milram, Quick-Step, Silence-Lotto, Saxo Bank; Caisse d'Épargne, Euskaltel-Euskadi, Garmin-Slipstream, Columbia-High Road, AG2R La Mondiale, Agritubel, BBox Bouygues Telecom, Cofidis, La Française des jeux, Lampre-NGC, Liquigas, Astana, Rabobank, Skil-Shimano, Katusha, Cervélo TestTeam.
Il s'agit donc des 18 équipes de l'UCI ProTour 2009 à l'exception de Fuji-Servetto. La société ASO avait déjà évincé cette dernière de ses épreuves de début de saison, arguant que « la participation éventuelle de cette équipe pouvait porter atteinte à l'image de ses compétitions ». Le Tribunal arbitral du sport avait rejeté la requête de Fuji-Servetto concernant son exclusion de Paris-Nice. Cette équipe, précédemment nommée Saunier Duval-Scott, avait connu deux cas de dopage lors du Tour 2008 avec les contrôles positifs de Riccardo Riccò et Leonardo Piepoli.
Trois équipes continentales professionnelles sont invitées : Agritubel, Cervélo TestTeam (équipe du tenant du titre Carlos Sastre) et Skil-Shimano.

### Principaux favoris
Le 9 septembre 2008, Lance Armstrong, septuple vainqueur du Tour de France, annonce son retour à la compétition avec pour objectif gagner un huitième Tour lors de l'édition 2009.
Pour la première fois depuis 2005, le Tour se retrouve avec plusieurs anciens vainqueurs au départ : Alberto Contador, Carlos Sastre, et Lance Armstrong, font partie des favoris. Le gagnant de l'édition 2006, Óscar Pereiro, ne compte probablement pas parmi les favoris. Avec Contador et Armstrong, Levi Leipheimer, deuxième du Tour d'Espagne 2008, et Andreas Klöden, l'équipe Astana se retrouve avec plusieurs très bons coureurs par étapes. Parmi les autres favoris à la victoire finale on retrouve Cadel Evans, Fränk et Andy Schleck et Denis Menchov. En revanche, Ivan Basso et Alejandro Valverde ne seront pas au départ.

## Règlement
Le règlement officiel général de l'épreuve est consultable ici.

### Maillot jaune
Il récompense le leader du classement général, addition des temps réalisés sur chaque étape. En cas d’égalité de temps au classement général, les centièmes de seconde enregistrés par les chronométreurs lors des épreuves contre-la-montre « individuel » sont réincorporés dans le temps total pour départager les coureurs et décider de l’attribution du maillot jaune (ce cas de figure s'est produit entre les 4e et 6e étapes, où Fabian Cancellara et Lance Armstrong étaient crédités du même temps : en s'en référent aux centièmes de secondes du contre-la-montre de la première étape, Fabian Cancellara a été déclaré premier du classement général). 
En cas de nouvelle égalité, il est fait appel à l’addition des places obtenues à chaque étape et, en dernier ressort, à la place obtenue dans la dernière étape.

### Classement par points

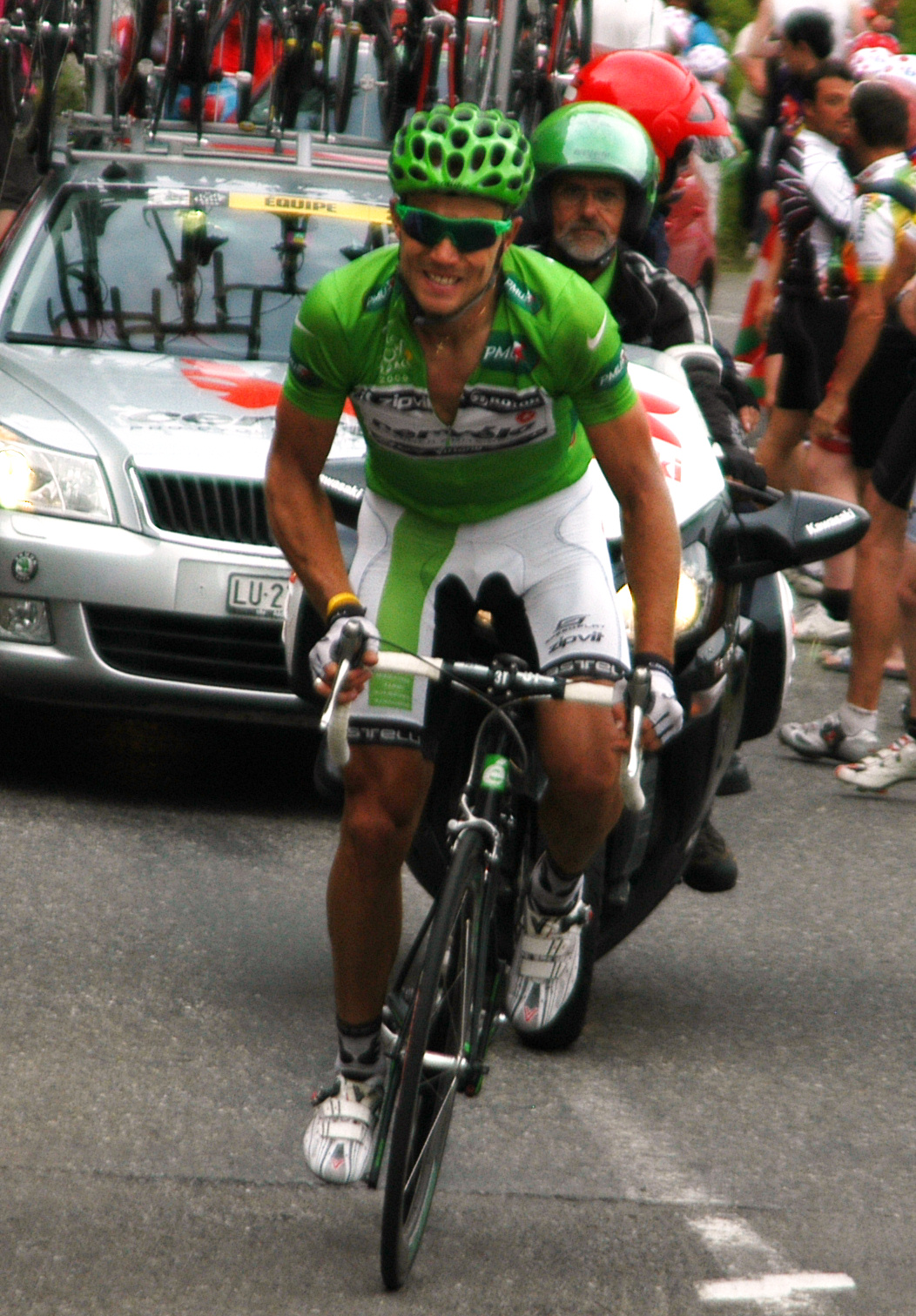
Thor Hushovd lors de la

Le classement par points est établi en fonction du barème suivant :
- Arrivées des étapes de plaines : 35, 30, 26, 24, 22, 20, 19, etc. jusqu'à 1 point pour le 25e coureur classé.
- Arrivées des étapes de moyenne montagne : 25, 22, 20, 18, 16, 15, etc. jusqu'à 1 point pour le 20e coureur classé.
- Arrivées des étapes de montagne : 20, 17, 15, 13, 12, 10, 9, etc. jusqu'à 1 point pour le 15e coureur classé.
- Arrivées des étapes contre-la-montre individuel : 15, 12, 10, 8, 6, 5, 4, 3, 2 et 1 point aux 10 premiers coureurs classés.
- Sprints intermédiaires (deux ou trois par étape en ligne) : 6, 4 et 2 points aux 3 premiers.

En cas d'égalité de points au classement général, les coureurs sont départagés par le nombre de victoires d'étape, puis par le nombre de victoires dans les sprints intermédiaires comptant pour le classement général par point et enfin par le classement général individuel au temps en cas d'égalité absolue.

### Classement de la montagne
Le classement de la montagne est établi en fonction du barème suivant :
- Côtes hors-catégorie : 20, 18, 16, 14, 12, 10, 8, 7, 6 et 5 points pour les 10 premiers coureurs classés.
- Côtes de 1re catégorie : 15, 13, 11, 9, 8, 7, 6 et 5 points pour les 8 premiers coureurs classés.
- Côtes de 2e catégorie : 10, 9, 8, 7, 6 et 5 points pour les 6 premiers coureurs classés.
- Côtes de 3e catégorie : 4, 3, 2 et 1 point pour les 4 premiers coureurs classés.
- Côtes de 4e catégorie : 3, 2 et 1 point pour les 3 premiers coureurs classés.

Les points attribués dans les côtes hors-catégorie, 1re et 2e catégories sont doublés lorsqu'il s'agit du dernier col d'une étape.

En cas d'égalité de points entre 2 coureurs au classement général final, le coureur ayant obtenu le plus grand nombre de places de premier au sommet des cols hors catégorie est déclaré vainqueur. Si l'égalité demeure, le coureur ayant obtenu le plus grand nombre de places de premier au sommet des cols de première catégorie est déclaré vainqueur, et ainsi de suite jusqu'aux cols de 4e catégories, puis enfin par le classement général individuel au temps en cas d'égalité absolue.
- Classements spéciaux
  - Souvenir Jacques-Goddet sur le Col du Tourmalet pour le premier : 5 000 € (remporté par Franco Pellizotti)
  - Souvenir Henri-Desgrange sur le Col du Grand-Saint-Bernard pour le premier : 5 000 € (remporté par Franco Pellizotti)

### Classement des jeunes
Le classement des jeunes (maillot blanc) est réservé aux coureurs nés en 1984 ou plus tard. Le premier d’entre eux au classement général individuel au temps est leader quotidien des jeunes. À l’issue de la dernière étape, il est déclaré vainqueur du classement des jeunes. En cas d'ex-æquo, les mêmes critères de départage que pour le maillot jaune sont appliqués.

### Classement général par équipes
Le classement général par équipes s’établit par l’addition des trois meilleurs temps individuels de chaque équipe dans toutes les étapes, sauf la 4e, disputée en contre-la-montre par équipes. Pour cette 4e étape, le temps du 5e coureur est pris en compte. À l’issue de la dernière étape, l'équipe créditée du plus petit temps est déclarée vainqueur du classement par équipes. En cas d'ex-æquo, les équipes sont départagées par leur nombre de victoires d’étapes par équipes, puis par leur nombre de places de deuxième par équipes et ainsi de suite.

### Prix de la combativité
Le prix de la combativité récompense le coureur le plus généreux dans l’effort et manifestant le meilleur esprit sportif. Ce prix, établi dans les étapes en ligne, est décerné par un jury présidé par le directeur de l’organisation. Le combatif de l’étape porte dans l’étape suivante un dossard rouge. À l'issue de la dernière étape un Super Combatif est désigné par les membres du Jury du Tour de France.

## Déroulement de la course

### 4 - 9 juillet: Les premières étapes

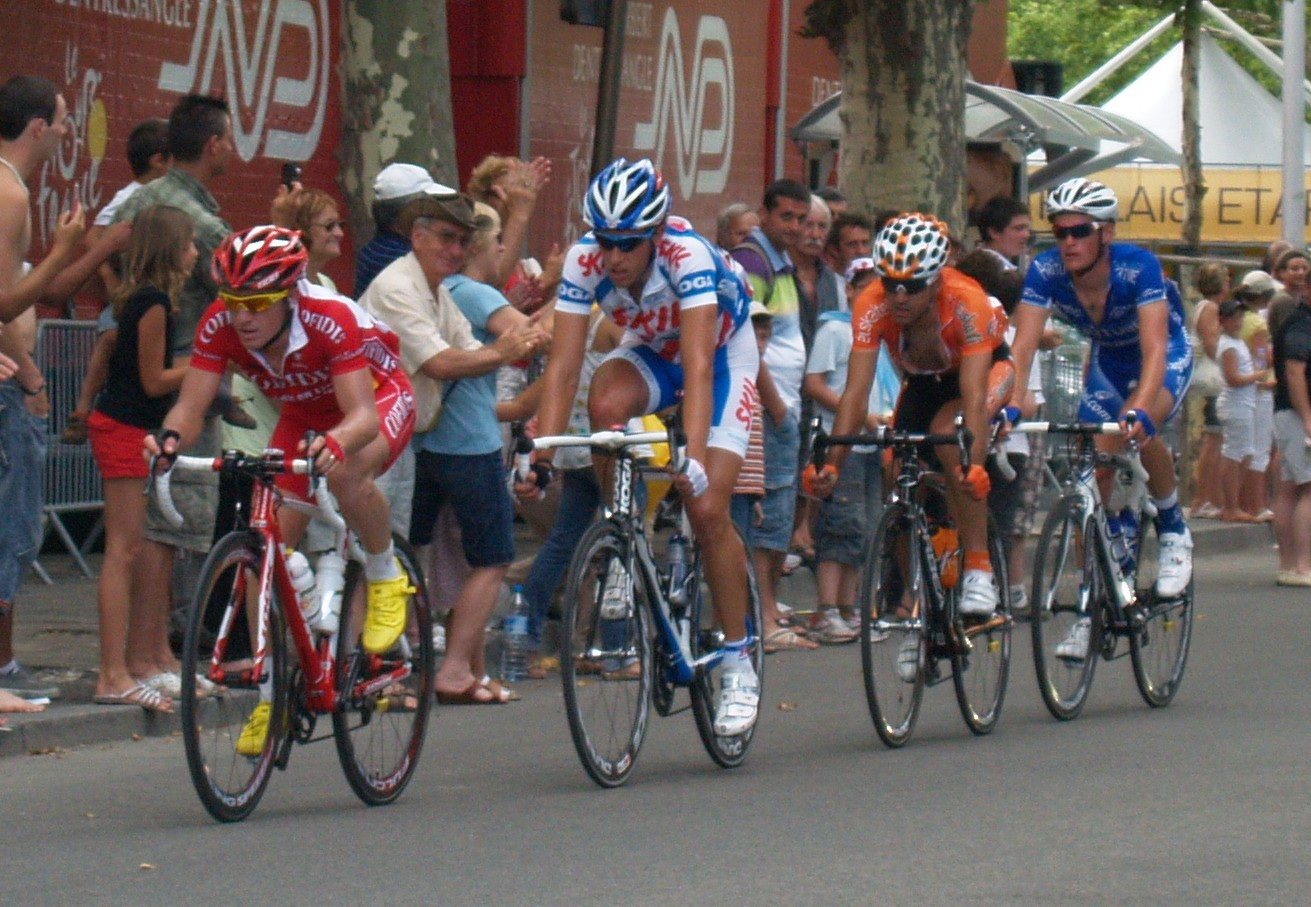
Échappée composée de Samuel Dumoulin, Koen de Kort, Rubén Pérez Moreno et Maxime Bouet (de gauche à droite) lors de la 3e étape

Au départ de cette édition, 180 coureurs représentent 30 pays différents. La première étape, un contre-la-montre disputé dans les rues de Monaco, est remportée par le Suisse Fabian Cancellara (Team Saxo Bank). Il s'impose avec 18 secondes d'avance sur le favori du Tour, l'Espagnol Alberto Contador (Astana). L'équipe Astana place plusieurs coureurs dans les premières places : Andreas Klöden est 4e, Levi Leipheimer 6e, et Lance Armstrong, dont c'est le retour sur le Tour, prend la dixième place. La deuxième étape est marquée par l'échappée de quatre coureurs. Mark Cavendish (Team Columbia-HTC) remporte le sprint final, alors qu'une chute avait jeté quelques coureurs au sol dans les 700 derniers mètres. Le coureur britannique récidive le lendemain, en profitant cette fois d'une bordure provoquée par son équipe, et dont bénéficient également Fabian Cancellara et Lance Armstrong. Lors du contre-la-montre par équipes de Montpellier l'équipe Astana s'impose. Lance Armstrong revient à hauteur de Fabian Cancellara qui conserve le maillot jaune pour 22 centièmes de seconde. La cinquième étape est gagnée en solitaire par Thomas Voeckler à Perpignan. Mark Cavendish remporte le sprint du peloton et prend la 3e place. À Barcelone, le Norvégien Thor Hushovd (Cervélo TestTeam) devance Óscar Freire au sprint, malgré la longue échappée de David Millar, repris dans le dernier kilomètre. Hushovd revient à 1 point de Cavendish au classement par points.

### 10 - 12 juillet: Les Pyrénées
Le Tour aborde la montagne lors de la septième étape. Neuf coureurs réussissent à s'échapper dont Brice Feillu (Agritubel) qui gagne seul au sommet d'Arcalis. L'Italien Rinaldo Nocentini (AG2R La Mondiale) prend le maillot jaune, six secondes devant Alberto Contador auteur d'une attaque à 2 km du sommet. La seconde étape pyrénéenne n'entraîne pas de changement important au classement général. Luis León Sánchez (Caisse d'Épargne) remporte l'étape devant ses compagnons d'échappée. Hushovd prend le maillot vert. À Tarbes, le Tour en termine avec les Pyrénées avec la victoire de Pierrick Fédrigo (BBox Bouygues Telecom) sans nouveau changement au classement général. Franco Pellizotti (Liquigas) marque 55 pts au classement de la montagne et Egoi Martínez (Euskaltel-Euskadi) prend le maillot à pois.

### 14 - 16 juillet: Étapes de transition

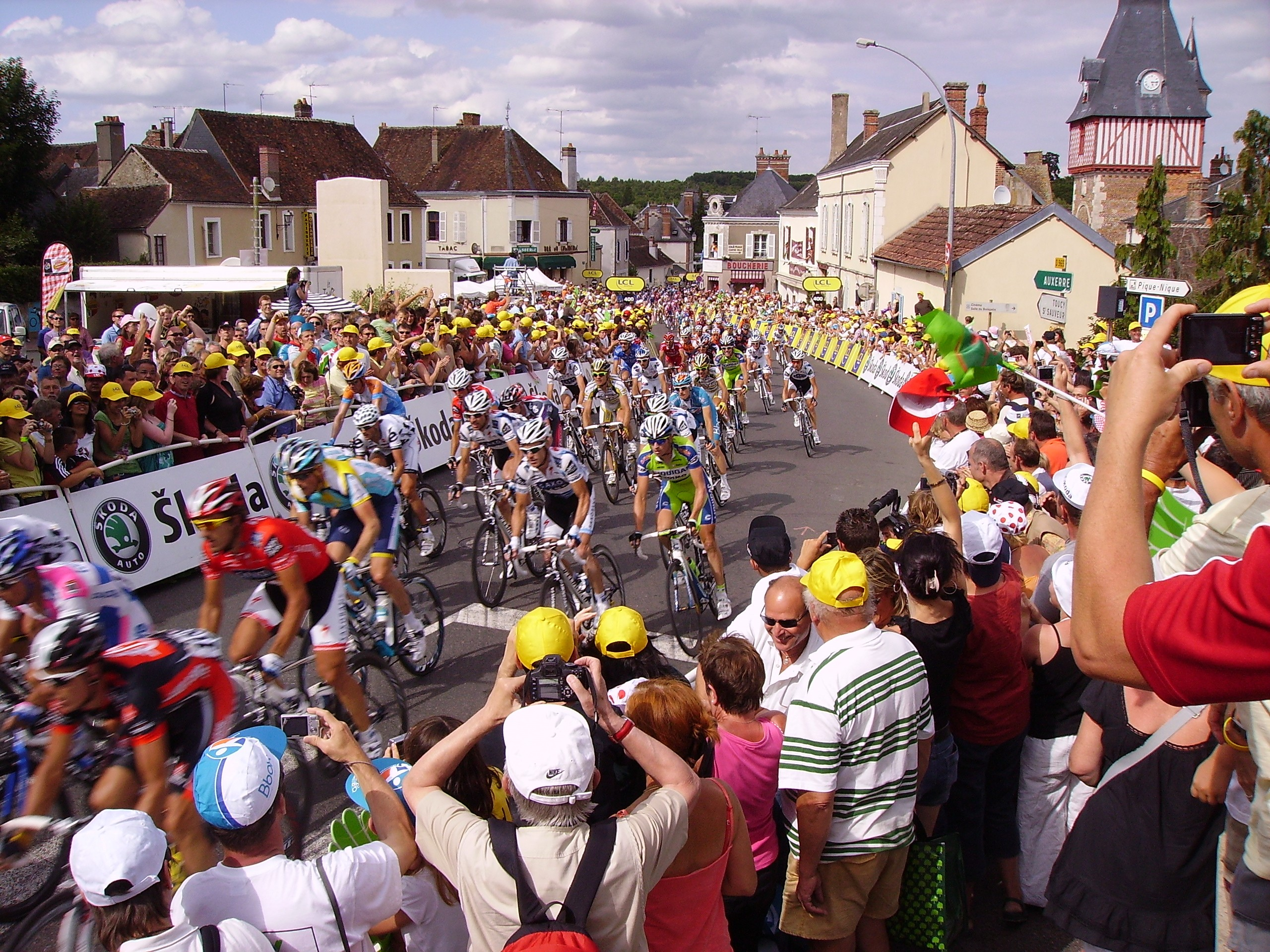
11e étape le 15 juillet

À Issoudun, après une journée marquée par la polémique sur les oreillettes, et à Saint-Fargeau, l'étape se conclut sur un sprint remporté par Mark Cavendish. Cavendish reprend alors les commandes du classement par points. À Vittel, Nicki Sørensen, qui s'extirpe d'un groupe de sept coureurs échappés, gagne l'étape.

### 17 - 18 juillet: Hushovd distance Cavendish
Sous la pluie, Heinrich Haussler (Cervélo TestTeam) s'impose en solitaire à Colmar au terme de l'étape vosgienne. Son coéquipier Thor Hushovd termine 6e et reprend le maillot vert à Cavendish pour 5 pts. Franco Pellizotti, lui, s'empare du maillot à pois. À Besançon, le Russe Serguei Ivanov (Team Katusha) s'impose en sortant d'un groupe de treize coureurs, dont George Hincapie (Team Columbia-HTC), qui devient deuxième au classement général à cinq secondes de Nocentini. Mark Cavendish remporte initialement le sprint du peloton devant Thor Hushovd, mais se retrouve déclassé à la 154e place pour sprint irrégulier, et a maintenant 18 pts de retard sur Hushovd.

### 19 - 23 juillet: Les Alpes et le dernier contre-la-montre
À l'entrée des Alpes, la course se débride enfin entre les favoris. À sept kilomètres du sommet de Verbier, Alberto Contador place une attaque tranchante qui surprend tous ses adversaires. Il remporte l'étape et s'empare du maillot jaune avec 1 min 37 s d'avance sur Lance Armstrong. À Bourg-Saint-Maurice, à la suite d'une échappée de plus de 20 coureurs au départ, Mikel Astarloza s'échappe dans les deux derniers kilomètres et gagne l'étape, tous les favoris finissent ensemble sauf Cadel Evans (Silence-Lotto), grand perdant à 3 minutes. Dans l'étape reine de ce Tour, les frères Schleck (Team Saxo Bank) attaquent dans les deux derniers cols, mais Alberto Contador réussit à les suivre. Fränk Schleck remporte l'étape au Grand-Bornand. Alberto Contador devance désormais Andy Schleck au classement général de 2 min 26 s. Fränk Schleck devient troisième. Lance Armstrong, distancé, glisse à la quatrième place. Le lendemain, Alberto Contador remporte le contre-la-montre à Annecy en devançant de 3 secondes Fabian Cancellara et conforte son maillot jaune avec 4 min 11 s d'avance sur Andy Schleck. Lance Armstrong reprend la troisième place à 5 min 25 s de l'Espagnol.

### 24 - 26 juillet: La conclusion de ce Tour

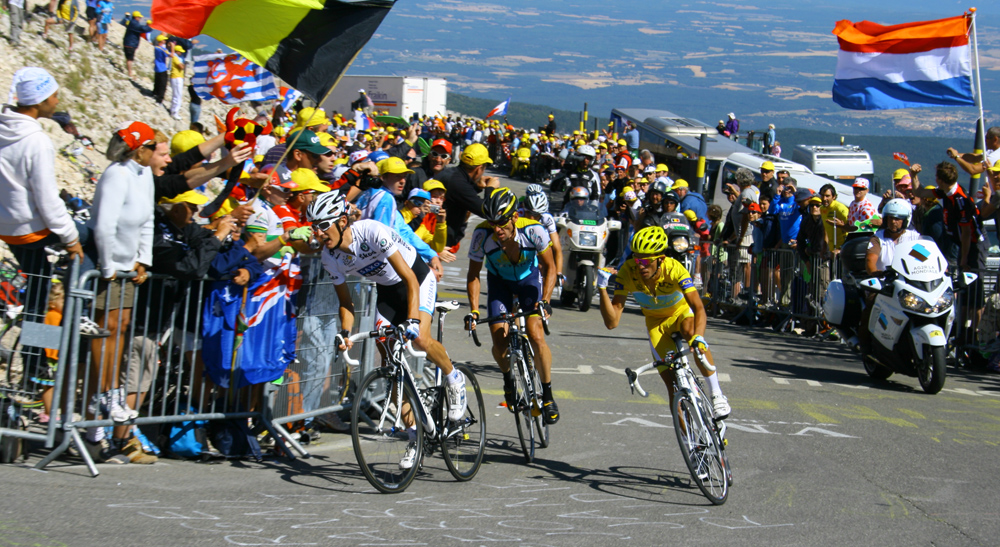
Groupe maillot jaune lors de l'avant-dernière étape au mont Ventoux.

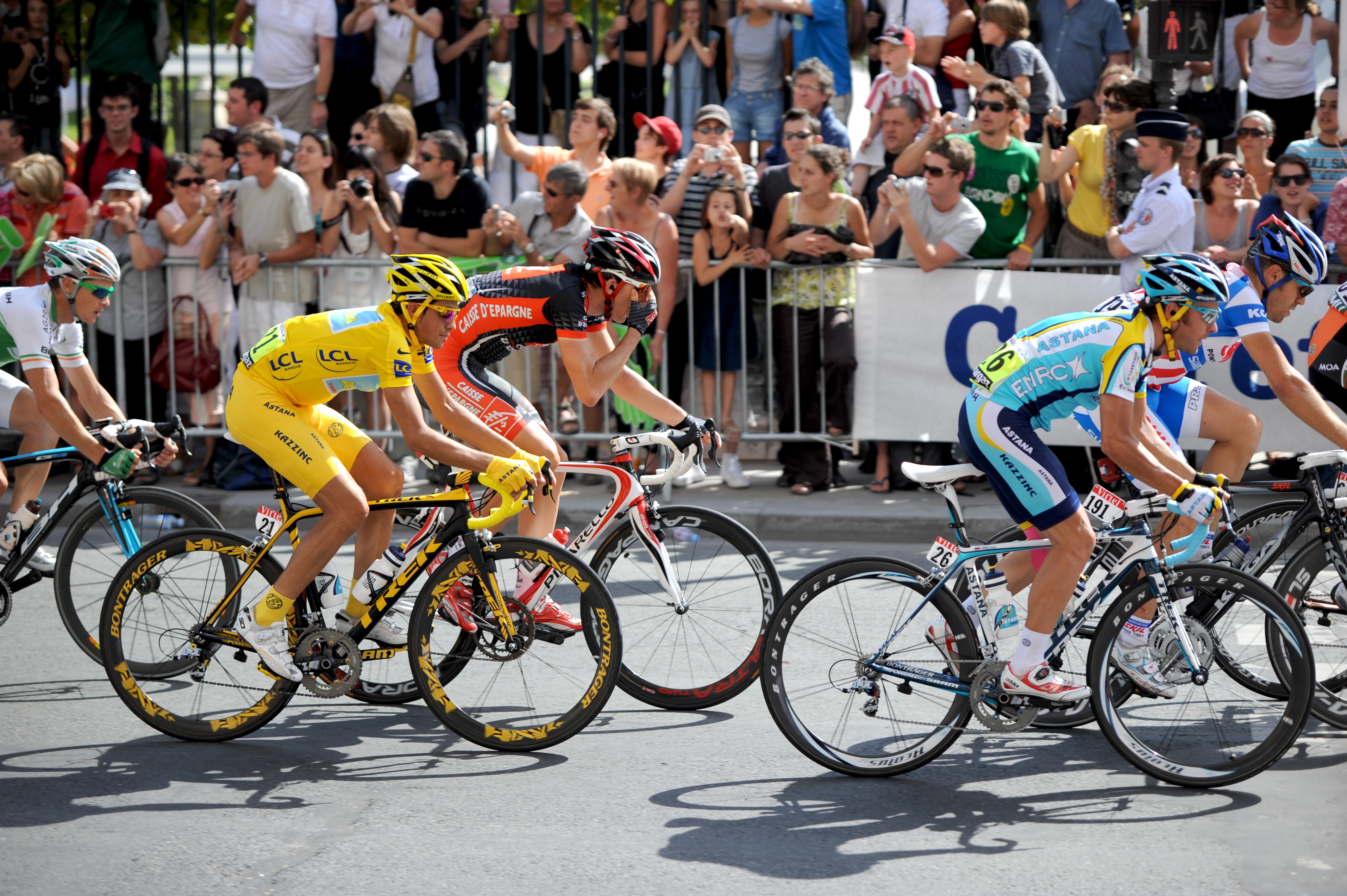
Alberto Contador (maillot jaune) à Paris lors de la dernière étape.

Alors que Mark Cavendish remporte sa cinquième victoire au sprint à Aubenas, Armstrong reprend 4 secondes grâce à une petite cassure sur la ligne d'arrivée. L'Espagnol Juan Manuel Gárate s'impose au mont Ventoux. Malgré de nouvelles offensives d'Andy Schleck, les premiers du classement général arrivent ensemble et Armstrong préserve sa troisième place à la veille de l'arrivée à Paris. Mark Cavendish s'impose au sprint sur les Champs-Élysées à Paris à l'issue de la dernière étape et remporte sa sixième victoire sur le Tour de France 2009. Alberto Contador remporte ainsi son second Tour de France.

## Aspects extra-sportifs
- Accident
  - Le 18 juillet 2009, une spectatrice de la 14e étape du Tour est tuée à hauteur de Wittelsheim (Haut-Rhin) par un motard de la garde républicaine[12].

- Erreur
  - L'hymne national du Danemark a salué par erreur la victoire finale de l'Espagnol Alberto Contador sur le podium des Champs-Élysées[13].

### Affaire Astana - UCI
- Le 5 octobre 2009, l'AFLD envoie à l'UCI et à l'Agence mondiale antidopage (AMA), aux ministres de la santé et des sports français, Roselyne Bachelot et Rama Yade, ainsi qu'à Amaury Sport Organisation (ASO), un rapport accablant concluant que l'équipe Astana aurait bénéficié d'un traitement privilégié de la part des officiels de l'UCI responsables des contrôles antidopage sur le Tour de France[14].

Ce document de dix pages, réalisé notamment à partir des journaux de bord tenus par les deux médecins missionnés par l'AFLD pour réaliser les prélèvements urinaires et sanguins pendant l'épreuve, fait mention de plusieurs manquements graves de la part des contrôleurs UCI : 
- Le 7 juillet 2009 au matin, un coureur s'est vu remettre sa notification de contrôle par son directeur sportif avant même le départ de l'étape.

- Le 7 juillet 2009 au soir, à Barcelone, selon l'AFLD, les inspecteurs de l'UCI auraient, dans une salle de restauration où sont présents des coureurs, échangé à haute voix à propos de contrôles qu'ils allaient réaliser le lendemain. Une attitude "pas très professionnelle", d'après l'AFLD.

- Le 11 juillet 2009 au matin, l'obligation de se présenter immédiatement pour procéder aux prélèvements n'a pas été respectée à la suite de l'intervention des inspecteurs de l'UCI qui avaient, de surcroît, refusé la présence des escortes de l'AFLD, pourtant obligatoire afin de veiller à ce que les coureurs ne se livrent à aucune manipulation entre la notification de leur contrôle et le prélèvement. Les coureurs Astana auraient bénéficié d'un délai d'au moins 45 minutes : "Une telle tolérance accordée sans véritable justification (...) ne permet pas, en l'absence d'escortes, de s'assurer de la parfaite régularité de la procédure, notamment qu'aucune manipulation n'est effectuée", pointe le rapport.

- Le 25 juillet 2009, les prélèvements sanguins prévus sur des coureurs de la formation kazakhe n'ont pu être réalisés, car le temps de transport jusqu'à leur hôtel (environ 60 km) a été sous-estimé par les inspecteurs de l'UCI.

- L'UCI a transmis des informations sur la localisation des équipes lors de la préparation d'avant Tour afin de pouvoir diligenter des contrôles, à l'exception de celles sur Astana. "Une rétention d'information qui ne va pas dans le sens de la lutte contre le dopage", d'après l'AFLD.

- Aucun matériel de type glacière permettant de conserver et de transporter les échantillons à une température garantissant leur intégrité (4 °C) n'a été mis à leur disposition par l'UCI. Ainsi des échantillons urinaires et sanguins ont ainsi parfois été stockés plusieurs heures dans le coffre de véhicules exposés au soleil sur un parking avant d'être transportés au laboratoire sans protection. "Un manquement grave aux règles de bonne conservation des échantillons qui auront à n'en pas douter pour conséquence de rendre difficile des analyses en raison de leur détérioration", souligne le rapport.

- Les inspecteurs de l'UCI ont qualifié, à tort, de "contrôles hors compétition" ceux pratiqués le matin ou le soir dans les hôtels. La liste des substances interdites "hors compétition", beaucoup plus restreinte que celle des produits prohibés "en compétition" exclut ainsi de fait la recherche des stimulants ou des corticoïdes.

Le même jour, l'UCI dément les accusations de l'AFLD et menace de cesser sa collaboration avec elle. Le 13 octobre 2009, le parquet de Paris ouvre une enquête préliminaire à l'encontre de l'équipe Astana. Durant le Tour, les gendarmes de l'Office central de lutte contre les atteintes à l'environnement et à la santé publique (Oclaesp) auraient saisi des centaines de seringues et du matériel de perfusion. Il est possible que ce matériel ne respecte la loi de lutte contre le trafic de produits dopants. Ces mêmes gendarmes ont également saisi du telmisartan, du quinapril, et deux antihypertenseurs soupçonnés d'être utilisés par les sportifs pour traiter l'hypertension artérielle associée à la pratique des transfusions sanguines. Ces produits ne bénéficiaient pas d'une autorisation d'importation de la part de l'Agence française de sécurité sanitaire des produits de santé (Afssaps). Le 29 octobre 2009, l'UCI publie à son tour un rapport qui remet en cause la gestion des contrôles antidopage de l'AFLD sur le Tour. 
- Le 23 décembre 2009, le parquet de Paris a indiqué que la formation kazakhe avait commis une infraction pénale pendant le Tour car la possession de kits de perfusion constitue une infraction au regard de la loi de lutte contre le trafic de produits dopants. De plus, le matériel de perfusion est également inscrit sur la liste des méthodes interdites par l'Agence mondiale antidopage. Enfin, sept profils génétiques de personnes différentes appartenant à l'équipe auraient été dressés à partir des saisies pratiquées[18]. En avril 2010, Johan Bruyneel, manager de l'équipe, est entendu par le parquet de Paris et Alain Gallopin, directeur sportif de l'équipe, est lui entendu quelques semaines plus tard. Les deux dirigeants ont expliqué qu'ils n'avaient pas été témoins d'aucune scène de perfusion et qu'ils n'étaient au courant de rien[19].

### Dopage et lutte antidopage
L'Espagnol Alejandro Valverde, neuvième en 2008, n'est pas présent sur cette édition. Son équipe Caisse d'Épargne a décidé de ne pas le sélectionner en raison de son interdiction de courir sur le sol italien, le Comité olympique italien ayant prononcé une suspension de deux ans à son encontre pour son implication dans l'affaire Puerto. Valverde a fait appel de cette décision auprès du Tribunal arbitral du sport, mais celui-ci n'a pas encore statué lors du départ du Tour.
L'organisation du Tour refuse la participation de Tom Boonen à la suite de ses contrôles positifs à la cocaïne « afin de préserver sa réputation, son image et celles du Tour de France ». Le Tribunal de grande instance de Nanterre, saisi en référé par l'équipe Quick Step, s'est déclaré incompétent. Quick Step a saisi la Chambre arbitrale du sport du comité olympique français qui a finalement autorisé le coureur à prendre part au Tour.
Bien qu'il ne soit pas possible de calculer avec précision la vitesse d'ascension de Contador à Verbier le 19 juillet 2009, la fourchette obtenue est supérieure à la vitesse d'ascension atteinte par Bjarne Riis en 1996 (entre 1 852 m/h et 1 900 m/h) et constitue ainsi un record dans l'histoire du Tour de France,. Selon les données publiées, le 21 juillet 2009, par l'ancien entraîneur de l'équipe Festina et spécialiste reconnu de la performance, Antoine Vayer, dans Libération, Contador aurait eu besoin d'une VO2 Max (consommation maximale d'oxygène) de 99,5 ml/min/kg pour produire cet effort. De plus, il qualifie la performance de Contador comme étant « d'extraterrestre ». Dans une chronique publiée dans le quotidien Le Monde, le 23 juillet 2009, l'ancien vainqueur du Tour Greg LeMond s'appuie sur ces données pour exprimer ses doutes sur le fait qu'une telle performance puisse être obtenue sans dopage : d'après lui, la VO2 Max de Contador n'a jamais été atteinte par aucun athlète. Malgré tout, Contador évitera de répondre à ce sujet. Le Tour terminé, la montée de Contador à Verbier fait toujours parler. Antoine Vayer demande que l'on fasse un test de VO2 Max pour Contador, dans une salle d’audience, avec un Oxycon (masque qui mesure le volume d’oxygène expiré). Le tout sur un vélo ergométrique doté de matériel embarqué mesurant les fameux watts. Mais, ce test n'aura jamais lieu.
Le 31 juillet 2009, on apprend que l'Espagnol Mikel Astarloza, vainqueur d'étape et 11e du classement final, a été contrôlé positif à l'EPO avant le Tour, le 26 juin. Il est suspendu provisoirement par l'UCI. Le 9 novembre 2009, la contre-expertise de l'échantillon B est annoncée positive. Il est suspendu, par la suite, deux ans.
Le 3 mai 2010, l'UCI affirme que l'Italien Franco Pellizotti, vainqueur du maillot à pois et du prix de la combativité, serait coupable d'une « violation apparente du Règlement Antidopage, sur la base des informations apportées par le profil sanguin inclus dans son passeport biologique ». Malgré tout, le 22 octobre 2010, il est blanchi par la cour nationale italienne antidopage. Le 12 janvier 2011, l'UCI fait appel de cette décision devant le TAS. Le 8 mars 2011, il est suspendu 2 ans par le TAS et est déclassé du Tour de France 2009.
En octobre 2012, l’UCI annonce qu'une procédure disciplinaire à l’encontre du coureur espagnol Carlos Barredo est ouverte à la suite d'anomalies dans son passeport biologique. Il est finalement suspendu deux ans et est disqualifié des courses auxquelles il a participé entre le 26 octobre 2007 et le 24 septembre 2011 dont sa 63e place sur cette édition du Tour de France qui reste vacante,.

## Étapes
| Étape,    | Date            | Villes étapes                                  |                              | Distance (km)         | Vainqueur d’étape     | Leader du classement général |
| --------- | --------------- | ---------------------------------------------- | ---------------------------- | --------------------- | --------------------- | ---------------------------- |
| 1re étape | sam. 4 juillet  | Monaco (MON) – Monaco (MON)                    | Contre-la-montre individuel  | 15,5                  | Fabian Cancellara     | Fabian Cancellara            |
| 2e étape  | dim. 5 juillet  | Monaco (MON) – Brignoles                       | Étape de plaine              | 187                   | Mark Cavendish        | Fabian Cancellara            |
| 3e étape  | lun. 6 juillet  | Marseille – La Grande-Motte                    | Étape de plaine              | 196,5                 | Mark Cavendish        | Fabian Cancellara            |
| 4e étape  | mar. 7 juillet  | Montpellier – Montpellier                      | Contre-la-montre par équipes | 39                    | Astana                | Fabian Cancellara            |
| 5e étape  | mer. 8 juillet  | Le Cap d'Agde – Perpignan                      | Étape de plaine              | 196,5                 | Thomas Voeckler       | Fabian Cancellara            |
| 6e étape  | jeu. 9 juillet  | Gérone (ESP) – Barcelone (ESP)                 | Étape de plaine              | 181,5                 | Thor Hushovd          | Fabian Cancellara            |
| 7e étape  | ven. 10 juillet | Barcelone (ESP) – Andorre - Arcalis (AND)      | Étape de montagne            | 224                   | Brice Feillu          | Rinaldo Nocentini            |
| 8e étape  | sam. 11 juillet | Andorre-la-Vieille (AND) – Saint-Girons        | Étape de montagne            | 176,5                 | Luis León Sánchez     | Rinaldo Nocentini            |
| 9e étape  | dim. 12 juillet | Saint-Gaudens – Tarbes                         | Étape de montagne            | 160,5                 | Pierrick Fédrigo      | Rinaldo Nocentini            |
|           | lun 13 juillet  | Limoges                                        | Jour de repos                | Journée de repos no 1 | Journée de repos no 1 | Journée de repos no 1        |
| 10e étape | mar. 14 juillet | Limoges – Issoudun                             | Étape de plaine              | 194,5                 | Mark Cavendish        | Rinaldo Nocentini            |
| 11e étape | mer. 15 juillet | Vatan – Saint-Fargeau                          | Étape de plaine              | 192                   | Mark Cavendish        | Rinaldo Nocentini            |
| 12e étape | jeu. 16 juillet | Tonnerre – Vittel                              | Étape de plaine              | 211,5                 | Nicki Sørensen        | Rinaldo Nocentini            |
| 13e étape | ven. 17 juillet | Vittel – Colmar                                | Étape accidentée             | 200                   | Heinrich Haussler     | Rinaldo Nocentini            |
| 14e étape | sam. 18 juillet | Colmar – Besançon                              | Étape de plaine              | 199                   | Sergueï Ivanov        | Rinaldo Nocentini            |
| 15e étape | dim. 19 juillet | Pontarlier – Verbier (SUI)                     | Étape de montagne            | 207,5                 | Alberto Contador      | Alberto Contador             |
|           | lun. 20 juillet | Verbier (SUI)                                  | Jour de repos                | Journée de repos no 2 | Journée de repos no 2 | Journée de repos no 2        |
| 16e étape | mar. 21 juillet | Martigny (SUI) – Bourg-Saint-Maurice           | Étape de montagne            | 159                   | Sandy Casar           | Alberto Contador             |
| 17e étape | mer. 22 juillet | Bourg-Saint-Maurice – Le Grand-Bornand         | Étape de montagne            | 169,5                 | Fränk Schleck         | Alberto Contador             |
| 18e étape | jeu. 23 juillet | Annecy – Annecy                                | Contre-la-montre individuel  | 40,5                  | Alberto Contador      | Alberto Contador             |
| 19e étape | ven. 24 juillet | Bourgoin-Jallieu – Aubenas                     | Étape de plaine              | 178                   | Mark Cavendish        | Alberto Contador             |
| 20e étape | sam. 25 juillet | Montélimar – Mont Ventoux                      | Étape de montagne            | 167                   | Juan Manuel Gárate    | Alberto Contador             |
| 21e étape | dim. 26 juillet | Montereau-Fault-Yonne – Paris - Champs-Élysées | Étape de plaine              | 164                   | Mark Cavendish        | Alberto Contador             |

Notes :
1. ↑  Cette victoire est attribuée à Sandy Casar après le déclassement de Mikel Astarloza pour dopage.

## Classements

### Classement général final

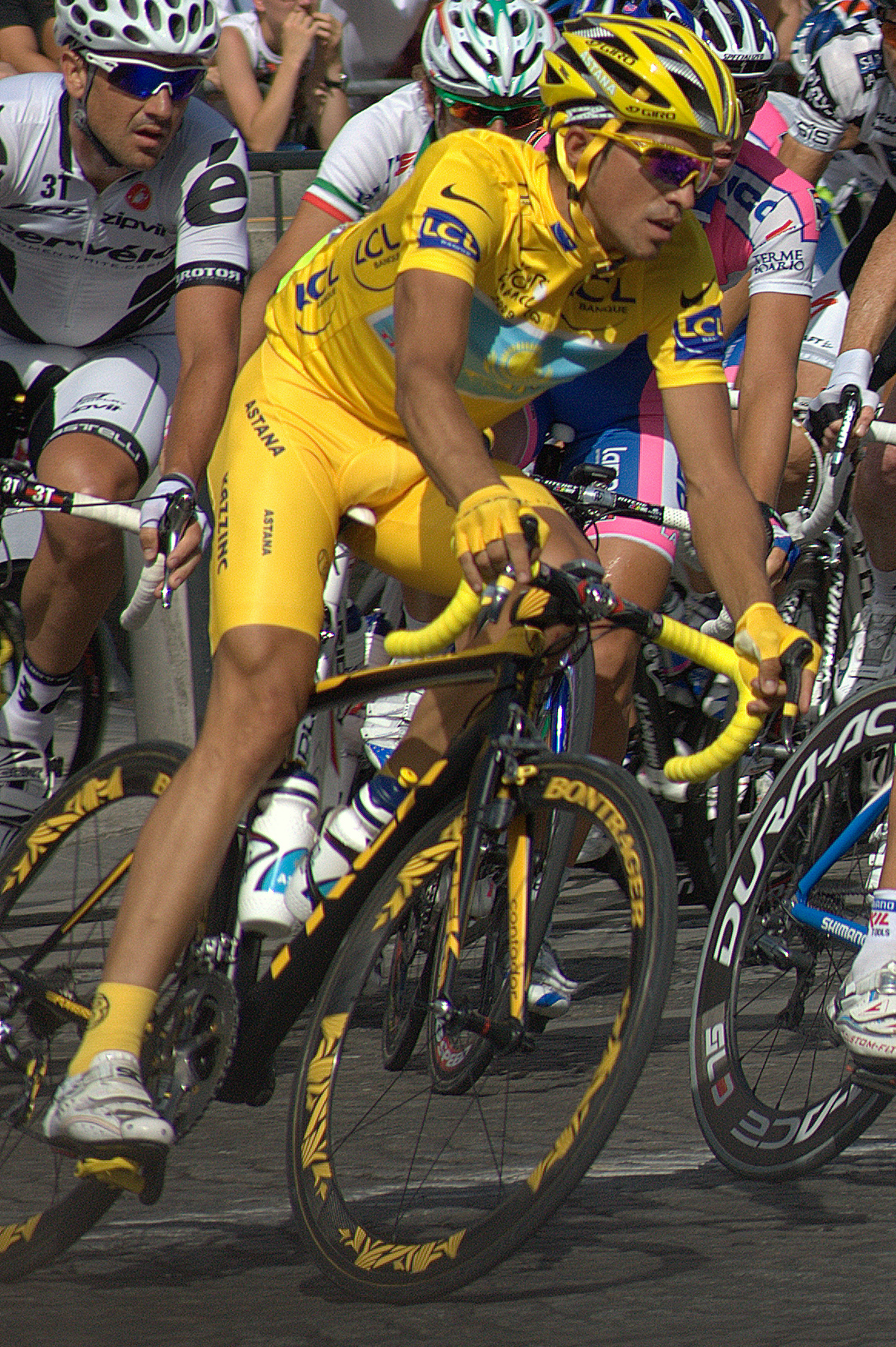
Alberto Contador lors de la.

Lance Armstrong et Mikel Astarloza, respectivement 3e (à 5 min 24 s) et 11e (à 14 min 44 s) du classement général initialement, ont été déclassés pour dopage. Conformément au règlement antidopage en vigueur, seules les vingt premières places ont été réattribuées, les 21e et 22e sont restées vacantes.
| Classement général | Classement général              | Classement général     | Classement général                      | Classement général  |
|                    | Coureur                         | Pays                   | Équipe                                  | Temps               |
| ------------------ | ------------------------------- | ---------------------- | --------------------------------------- | ------------------- |
| 1er                | Alberto Contador                | Espagne                | Astana                                  | en 85 h 48 min 35 s |
| 2e                 | Andy Schleck                    | Luxembourg             | Saxo Bank                               | + 4 min 11 s        |
| 3e                 | Lance Armstrong Bradley Wiggins | États-Unis Royaume-Uni | Astana Garmin-Slipstream                | + 6 min 1 s         |
| 4e                 | Fränk Schleck                   | Luxembourg             | Saxo Bank                               | + 6 min 4 s         |
| 5e                 | Andreas Klöden                  | Allemagne              | Astana                                  | + 6 min 42 s        |
| 6e                 | Vincenzo Nibali                 | Italie                 | Liquigas                                | + 7 min 35 s        |
| 7e                 | Christian Vande Velde           | États-Unis             | Garmin-Slipstream                       | + 12 min 4 s        |
| 8e                 | Roman Kreuziger                 | République tchèque     | Liquigas                                | + 14 min 16 s       |
| 9e                 | Christophe Le Mével             | France                 | La Française des Jeux                   | + 14 min 25 s       |
| 10e                | Mikel Astarloza Sandy Casar     | Espagne France         | Euskaltel-Euskadi La Française des Jeux | + 17 min 19 s       |
| 11e                | Vladimir Karpets                | Russie                 | Team Katusha                            | + 18 min 34 s       |
| 12e                | Rinaldo Nocentini               | Italie                 | AG2R La Mondiale                        | + 20 min 45 s       |
| 13e                | Jurgen Van den Broeck           | Belgique               | Silence-Lotto                           | + 20 min 50 s       |
| 14e                | Stéphane Goubert                | France                 | AG2R La Mondiale                        | + 22 min 29 s       |
| 15e                | Carlos Sastre                   | Espagne                | Cervélo Test                            | + 26 min 21 s       |
| 16e                | Alexandre Botcharov             | Russie                 | Katusha                                 | + 29 min 33 s       |
| 17e                | George Hincapie                 | États-Unis             | Columbia-HTC                            | + 33 min 27 s       |
| 18e                | Sylvain Chavanel                | France                 | Quick Step                              | + 34 min 9 s        |
| 19e                | Christian Knees                 | Allemagne              | Milram                                  | + 34 min 48 s       |
| 20e                | Pierre Rolland                  | France                 | BBox Bouygues Telecom                   | + 37 min 44 s       |
| 21e                | Place vacante                   | —                      | —                                       |                     |
| 22e                | Place vacante                   | —                      | —                                       |                     |
| 23e                | Nicolas Roche                   | Irlande                | AG2R La Mondiale                        | + 38 min 20 s       |
| 24e                | Linus Gerdemann                 | Allemagne              | Milram                                  | + 38 min 35 s       |
| 25e                | Brice Feillu                    | France                 | Agritubel                               | + 41 min 14 s       |
| modifier           |                                 |                        |                                         |                     |

### Classements annexes finals

#### Classement par points
| Classement par points | Classement par points           | Classement par points | Classement par points | Classement par points |
| --------------------- | ------------------------------- | --------------------- | --------------------- | --------------------- |
|                       | Coureur                         | Pays                  | Équipe                | Point(s)              |
| 1er                   | Thor Hushovd                    | Norvège               | Cervélo Test          | 280 points            |
| 2e                    | Mark Cavendish                  | Royaume-Uni           | Columbia-HTC          | 270 pts               |
| 3e                    | Gerald Ciolek                   | Allemagne             | Milram                | 172 pts               |
| 4e                    | José Joaquín Rojas              | Espagne               | Caisse d'Épargne      | 145 pts               |
| 5e                    | Tyler Farrar                    | États-Unis            | Garmin-Slipstream     | 136 pts               |
| 6e                    | Nicolas Roche                   | Irlande               | AG2R La Mondiale      | 122 pts               |
| 7e                    | Óscar Freire                    | Espagne               | Rabobank              | 119 pts               |
| 8e                    | Franco Pellizotti Place vacante | Italie —              | Liquigas —            |                       |
| 9e                    | Alberto Contador                | Espagne               | Astana                | 101 pts               |
| 10e                   | Andreas Klöden                  | Allemagne             | Astana                | 89 pts                |
| modifier              |                                 |                       |                       |                       |

#### Classement de la montagne

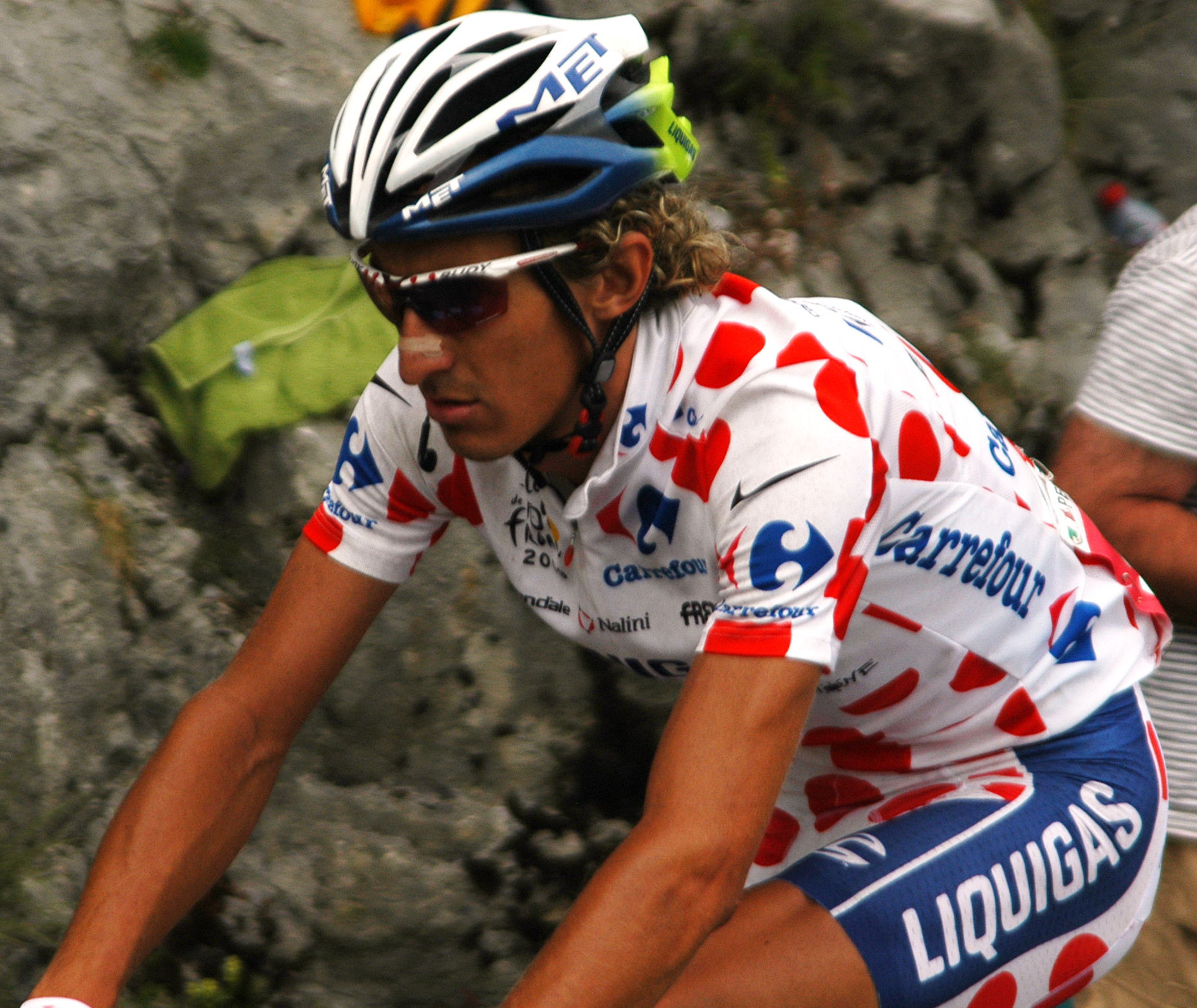
Franco Pellizotti (arborant le maillot à pois lors de la du Tour de France 2009), qui avait remporté le prix de la Montagne avec 210 points, est déclassé à la suite d'anormales constatées sur son passeport biologique. Selon le règlement antidopage en vigueur et pour l’UCI, le prix est réattribué à Egoi Martínez et la deuxième place laissée vacante, mais la documentation fournie par l’organisation du Tour de France a rayé le nom de Pellizotti sans réattribuer le prix.

| Classement du meilleur grimpeur | Classement du meilleur grimpeur | Classement du meilleur grimpeur | Classement du meilleur grimpeur | Classement du meilleur grimpeur |
| ------------------------------- | ------------------------------- | ------------------------------- | ------------------------------- | ------------------------------- |
|                                 | Coureur                         | Pays                            | Équipe                          | Point(s)                        |
| 1er                             | Franco Pellizotti Egoi Martínez | Italie Espagne                  | Liquigas Euskaltel-Euskadi      | 135 points                      |
| 2e                              | Place vacante                   | —                               | —                               |                                 |
| 3e                              | Alberto Contador                | Espagne                         | Astana                          | 126 pts                         |
| 4e                              | Andy Schleck                    | Luxembourg                      | Saxo Bank                       | 111 pts                         |
| 5e                              | Pierrick Fédrigo                | France                          | BBox Bouygues Telecom           | 99 pts                          |
| 6e                              | Christophe Kern                 | France                          | Cofidis                         | 89 pts                          |
| 7e                              | Fränk Schleck                   | Luxembourg                      | Saxo Bank                       | 88 pts                          |
| 8e                              | Mikel Astarloza Place vacante   | Espagne —                       | Euskaltel-Euskadi —             |                                 |
| 9e                              | Juan Manuel Gárate              | Espagne                         | Rabobank                        | 86 pts                          |
| 10e                             | Sandy Casar                     | France                          | La Française des Jeux           | 84 pts                          |
| modifier                        |                                 |                                 |                                 |                                 |

| Classement général du meilleur jeune | Classement général du meilleur jeune | Classement général du meilleur jeune | Classement général du meilleur jeune | Classement général du meilleur jeune |
|                                      | Coureur                              | Pays                                 | Équipe                               | Temps                                |
| ------------------------------------ | ------------------------------------ | ------------------------------------ | ------------------------------------ | ------------------------------------ |
| 1er                                  | Andy Schleck                         | Luxembourg                           | Saxo Bank                            | en 85 h 52 min 46 s                  |
| 2e                                   | Vincenzo Nibali                      | Italie                               | Liquigas                             | + 3 min 24 s                         |
| 3e                                   | Roman Kreuziger                      | République tchèque                   | Liquigas                             | + 10 min 5 s                         |
| 4e                                   | Pierre Rolland                       | France                               | BBox Bouygues Telecom                | + 33 min 33 s                        |
| 5e                                   | Nicolas Roche                        | Irlande                              | AG2R La Mondiale                     | + 34 min 9 s                         |
| 6e                                   | Brice Feillu                         | France                               | Agritubel                            | + 37 min 3 s                         |
| 7e                                   | Peter Velits                         | Slovaquie                            | Milram                               | + 42 min 24 s                        |
| 8e                                   | Chris Anker Sørensen                 | Danemark                             | Saxo Bank                            | + 45 min 36 s                        |
| 9e                                   | Tony Martin                          | Allemagne                            | Columbia-HTC                         | + 50 min 53 s                        |
| 10e                                  | Yury Trofimov                        | Russie                               | BBox Bouygues Telecom                | + 1 h 4 min 50 s                     |
| modifier                             |                                      |                                      |                                      |                                      |

| Classement par équipes | Classement par équipes | Classement par équipes | Classement par équipes |
|                        | Équipe                 | Pays                   | Temps                  |
| ---------------------- | ---------------------- | ---------------------- | ---------------------- |
| 1re                    | Astana                 | Kazakhstan             | en 243 h 56 min 4 s    |
| 2e                     | Garmin-Slipstream      | États-Unis             | + 22 min 35 s          |
| 3e                     | Saxo Bank              | Danemark               | + 28 min 34 s          |
| 4e                     | AG2R La Mondiale       | France                 | + 31 min 47 s          |
| 5e                     | Liquigas               | Italie                 | + 43 min 31 s          |
| 6e                     | Euskaltel-Euskadi      | Espagne                | + 58 min 5 s           |
| 7e                     | La Française des Jeux  | France                 | + 1 h 1 min 48 s       |
| 8e                     | Cofidis                | France                 | + 1 h 5 min 34 s       |
| 9e                     | Katusha                | Russie                 | + 1 h 13 min 57 s      |
| 10e                    | Agritubel              | France                 | + 1 h 20 min 38 s      |
| modifier               |                        |                        |                        |

#### Prix de la combativité
- Franco Pellizotti  (Liquigas)[45]

Après avoir constaté des irrégularités dans son passeport biologique, l'UCI disqualifie Pellizotti. Le prix de la combativité n'est pas réattribué.

### Évolution des classements
| Étape              | Vainqueur          | Classement général | Classement par points | Classement de la montagne | Classement du meilleur jeune | Classement par équipes | Prix de la combativité |
| ------------------ | ------------------ | ------------------ | --------------------- | ------------------------- | ---------------------------- | ---------------------- | ---------------------- |
| 1                  | Fabian Cancellara  | Fabian Cancellara  | Fabian Cancellara     | Alberto Contador          | Roman Kreuziger              | Astana                 | Non décerné            |
| 2                  | Mark Cavendish     | Fabian Cancellara  | Mark Cavendish        | Jussi Veikkanen           | Roman Kreuziger              | Astana                 | Stef Clement           |
| 3                  | Mark Cavendish     | Fabian Cancellara  | Mark Cavendish        | Jussi Veikkanen           | Tony Martin                  | Astana                 | Samuel Dumoulin        |
| 4                  | Astana             | Fabian Cancellara  | Mark Cavendish        | Jussi Veikkanen           | Tony Martin                  | Astana                 | Non décerné            |
| 5                  | Thomas Voeckler    | Fabian Cancellara  | Mark Cavendish        | Jussi Veikkanen           | Tony Martin                  | Astana                 | Mikhail Ignatiev       |
| 6                  | Thor Hushovd       | Fabian Cancellara  | Mark Cavendish        | Stéphane Augé             | Tony Martin                  | Astana                 | David Millar           |
| 7                  | Brice Feillu       | Rinaldo Nocentini  | Mark Cavendish        | Brice Feillu              | Tony Martin                  | Astana                 | Christophe Riblon      |
| 8                  | Luis León Sánchez  | Rinaldo Nocentini  | Thor Hushovd          | Christophe Kern           | Tony Martin                  | AG2R La Mondiale       | Sandy Casar            |
| 9                  | Pierrick Fédrigo   | Rinaldo Nocentini  | Thor Hushovd          | Egoi Martínez             | Tony Martin                  | AG2R La Mondiale       | Franco Pellizotti      |
| 10                 | Mark Cavendish     | Rinaldo Nocentini  | Thor Hushovd          | Egoi Martínez             | Tony Martin                  | AG2R La Mondiale       | Thierry Hupond         |
| 11                 | Mark Cavendish     | Rinaldo Nocentini  | Mark Cavendish        | Egoi Martínez             | Tony Martin                  | AG2R La Mondiale       | Johan Vansummeren      |
| 12                 | Nicki Sørensen     | Rinaldo Nocentini  | Mark Cavendish        | Egoi Martínez             | Tony Martin                  | Saxo Bank              | Nicki Sørensen         |
| 13                 | Heinrich Haussler  | Rinaldo Nocentini  | Thor Hushovd          | Franco Pellizotti         | Tony Martin                  | Saxo Bank              | Heinrich Haussler      |
| 14                 | Sergueï Ivanov     | Rinaldo Nocentini  | Thor Hushovd          | Franco Pellizotti         | Tony Martin                  | AG2R La Mondiale       | Martijn Maaskant       |
| 15                 | Alberto Contador   | Alberto Contador   | Thor Hushovd          | Franco Pellizotti         | Andy Schleck                 | Astana                 | Simon Špilak           |
| 16                 | Sandy Casar        | Alberto Contador   | Thor Hushovd          | Franco Pellizotti         | Andy Schleck                 | Astana                 | Franco Pellizotti      |
| 17                 | Fränk Schleck      | Alberto Contador   | Thor Hushovd          | Franco Pellizotti         | Andy Schleck                 | Astana                 | Thor Hushovd           |
| 18                 | Alberto Contador   | Alberto Contador   | Thor Hushovd          | Franco Pellizotti         | Andy Schleck                 | Astana                 | Non décerné            |
| 19                 | Mark Cavendish     | Alberto Contador   | Thor Hushovd          | Franco Pellizotti         | Andy Schleck                 | Astana                 | Leonardo Duque         |
| 20                 | Juan Manuel Gárate | Alberto Contador   | Thor Hushovd          | Franco Pellizotti         | Andy Schleck                 | Astana                 | Tony Martin            |
| 21                 | Mark Cavendish     | Alberto Contador   | Thor Hushovd          | Franco Pellizotti         | Andy Schleck                 | Astana                 | Fumiyuki Beppu         |
| Classements finals | Classements finals | Alberto Contador   | Thor Hushovd          | Egoi Martínez             | Andy Schleck                 | Astana                 | Franco Pellizotti      |

Notes :
1. ↑  Cette victoire est attribuée à Sandy Casar après le déclassement de Mikel Astarloza pour dopage.

### Classement mondial
Les 20 premiers du général et les cinq premiers de chaque étape marquent des points pour le Classement mondial UCI 2009.
| Coureur               | Équipe            | Nationalité | Étapes | Général | Total |
| --------------------- | ----------------- | ----------- | ------ | ------- | ----- |
| Alberto Contador      | Astana            | Espagne     | 64     | 200     | 264   |
| Andy Schleck          | Team Saxo Bank    | Luxembourg  | 22     | 150     | 172   |
| Mark Cavendish        | Team Columbia-HTC | Royaume-Uni | 126    |         | 126   |
| Lance Armstrong       | Astana            | États-Unis  | 4      | 120     | 124   |
| Fränk Schleck         | Team Saxo Bank    | Luxembourg  | 24     | 100     | 124   |
| Bradley Wiggins       | Garmin-Slipstream | Royaume-Uni | 8      | 110     | 118   |
| Andreas Klöden        | Astana            | Allemagne   | 4      | 90      | 94    |
| Vincenzo Nibali       | Liquigas          | Italie      | 10     | 80      | 90    |
| Christian Vande Velde | Garmin-Slipstream | États-Unis  |        | 70      | 70    |

| Suite du classement   | Suite du classement   | Suite du classement | Suite du classement | Suite du classement | Suite du classement |
| Coureur               | Équipe                | Nationalité         | Étapes              | Général             | Total               |
| --------------------- | --------------------- | ------------------- | ------------------- | ------------------- | ------------------- |
| Mikel Astarloza       | Euskaltel-Euskadi     | Espagne             | 26                  | 40                  | 66                  |
| Roman Kreuziger       | Liquigas              | Tchéquie            |                     | 60                  | 60                  |
| Thor Hushovd          | Cervélo TestTeam      | Norvège             | 56                  |                     | 56                  |
| Sandy Casar           | La Française des jeux | France              | 20                  | 30                  | 50                  |
| Christophe Le Mével   | La Française des jeux | France              |                     | 50                  | 50                  |
| Tyler Farrar          | Garmin-Slipstream     | États-Unis          | 36                  |                     | 36                  |
| Fabian Cancellara     | Team Saxo Bank        | Suisse              | 30                  |                     | 30                  |
| Pierrick Fédrigo      | BBox Bouygues Telecom | France              | 26                  |                     | 26                  |
| Brice Feillu          | Agritubel             | France              | 26                  |                     | 26                  |
| Serguei Ivanov        | Team Katusha          | Russie              | 24                  |                     | 24                  |
| Vladimir Karpets      | Team Katusha          | Russie              |                     | 24                  | 24                  |
| Rinaldo Nocentini     | AG2R La Mondiale      | Italie              | 4                   | 20                  | 24                  |
| Óscar Freire          | Rabobank              | Espagne             | 22                  |                     | 22                  |
| Juan Manuel Gárate    | Rabobank              | Espagne             | 20                  |                     | 20                  |
| Heinrich Haussler     | Cervélo TestTeam      | Allemagne           | 20                  |                     | 20                  |
| Luis León Sánchez     | Caisse d'Épargne      | Espagne             | 20                  |                     | 20                  |
| Nicki Sørensen        | Team Saxo Bank        | Danemark            | 20                  |                     | 20                  |
| Thomas Voeckler       | BBox Bouygues Telecom | France              | 20                  |                     | 20                  |
| Franco Pellizotti     | Liquigas              | Italie              | 18                  |                     | 18                  |
| Jurgen Van den Broeck | Silence-Lotto         | Belgique            | 2                   | 16                  | 18                  |
| Gerald Ciolek         | Team Milram           | Allemagne           | 16                  |                     | 16                  |
| Mikhail Ignatiev      | Team Katusha          | Russie              | 16                  |                     | 16                  |
| Nicolas Roche         | AG2R La Mondiale      | Irlande             | 14                  |                     | 14                  |
| Stéphane Goubert      | AG2R La Mondiale      | France              |                     | 12                  | 12                  |
| Christophe Kern       | Cofidis               | France              | 10                  |                     | 10                  |
| Laurent Lefèvre       | BBox Bouygues Telecom | France              | 10                  |                     | 10                  |
| Tony Martin           | Team Columbia-HTC     | Allemagne           | 10                  |                     | 10                  |
| Mark Renshaw          | Team Columbia-HTC     | Australie           | 10                  |                     | 10                  |
| José Joaquín Rojas    | Caisse d'Épargne      | Espagne             | 10                  |                     | 10                  |
| Carlos Sastre         | Cervélo TestTeam      | Espagne             |                     | 10                  | 10                  |
| Amets Txurruka        | Euskaltel-Euskadi     | Espagne             | 10                  |                     | 10                  |
| Alexandre Botcharov   | Team Katusha          | Russie              |                     | 8                   | 8                   |
| Sylvain Chavanel      | Quick Step            | France              | 4                   | 4                   | 8                   |
| Yauheni Hutarovich    | La Française des jeux | Biélorussie         | 8                   |                     | 8                   |
| Romain Feillu         | Agritubel             | France              | 6                   |                     | 6                   |
| Johannes Fröhlinger   | Team Milram           | Allemagne           | 6                   |                     | 6                   |
| George Hincapie       | Team Columbia-HTC     | États-Unis          |                     | 6                   | 6                   |
| Cyril Lemoine         | Skil-Shimano          | France              | 6                   |                     | 6                   |
| Hayden Roulston       | Cervélo TestTeam      | Nouvelle-Zélande    | 6                   |                     | 6                   |
| Samuel Dumoulin       | Cofidis               | France              | 4                   |                     | 4                   |
| Leonardo Duque        | Cofidis               | Colombie            | 4                   |                     | 4                   |
| Vladimir Efimkin      | AG2R La Mondiale      | Russie              | 4                   |                     | 4                   |
| Markus Fothen         | Team Milram           | Allemagne           | 4                   |                     | 4                   |
| Gustav Larsson        | Team Saxo Bank        | Suède               | 4                   |                     | 4                   |
| Martijn Maaskant      | Garmin-Slipstream     | Pays-Bas            | 4                   |                     | 4                   |
| Egoi Martínez         | Euskaltel-Euskadi     | Espagne             | 4                   |                     | 4                   |
| Greg Van Avermaet     | Silence-Lotto         | Belgique            | 4                   |                     | 4                   |
| Peter Velits          | Team Milram           | Slovaquie           | 4                   |                     | 4                   |
| Yukiya Arashiro       | BBox Bouygues Telecom | Japon               | 2                   |                     | 2                   |
| Cadel Evans           | Silence-Lotto         | Australie           | 2                   |                     | 2                   |
| David Millar          | Garmin-Slipstream     | Royaume-Uni         | 2                   |                     | 2                   |
| Sébastien Minard      | Cofidis               | France              | 2                   |                     | 2                   |
| Jérôme Pineau         | Quick Step            | France              | 2                   |                     | 2                   |

- Notes :
  - Alberto Contador prend la tête du classement mondial.
  - L'équipe Lampre-NGC est la seule équipe qui termine sans points.

## Liste des coureurs
Le Tour de France 2009 a été disputé par 180 coureurs répartis dans 20 équipes représentant 30 pays; 145 arrivants.

### Barème des prix
Tout au long du parcours, plus de 3,27 millions d'euros sont distribués. Au départ, chaque équipe reçoit la somme de 51 243 €. En outre, chaque équipe présente à l'arrivée avec au moins 7 coureurs obtient une petite prime de 1 600 € par coureur présent.
| Classements | 1.        | 2.        | 3.        | 4.       | 5.       | 6.       | 7.       | 8.      | Note                                    | Par jour |
| ----------- | --------- | --------- | --------- | -------- | -------- | -------- | -------- | ------- | --------------------------------------- | -------- |
| Général     | 450 000 € | 200 000 € | 100 000 € | 70 000 € | 50 000 € | 23 000 € | 11 500 € | 7 600 € | jusqu'au dernier coureur classé (400 €) | 350 €    |
| Points      | 025 000 € | 015 000 € | 010 000 € | 04 000 € | 03 500 € | 03 000 € | 02 500 € | 2 000 € |                                         | 300 €    |
| Grimpeur    | 025 000 € | 015 000 € | 010 000 € | 04 000 € | 03 500 € | 03 000 € | 02 500 € | 2 000 € |                                         | 300 €    |
| Jeune       | 020 000 € | 015 000 € | 010 000 € | 05 000 € | –        | –        | –        | –       | –                                       | 300 €    |
| Par équipes | 050 000 € | 030 000 € | 020 000 € | 12 000 € | 08 000 € | –        | –        | –       | –                                       | –        |
| Combatif    | 020 000 € | –         | –         | –        | –        | –        | –        | –       | –                                       | –        |

| Position                     | 1.       | 2.      | 3.      | Note                                     |
| ---------------------------- | -------- | ------- | ------- | ---------------------------------------- |
| Vainqueur d'étapes           | 8 000 €  | 4 000 € | 2 000 € | Jusqu'au 20e coureur (200 €)             |
| Contre-la-montre par équipes | 10 000 € | 5 000 € | 2 500 € | Jusqu'à la 20e équipe (200 €)            |
| Sprint intermédiaire         | 0800 €   | 0450 €  | 0300 €  | 48 sprints intermédiaires durant ce Tour |
| Côte classée HC              | 0800 €   | 0450 €  | 0300 €  | 4 durant ce Tour                         |
| Côte classée 1re cat.        | 0650 €   | 0400 €  | 0150 €  | 11 durant ce Tour                        |
| Côte classée 2e cat.         | 0500 €   | 0250 €  | –       | 6 durant ce Tour                         |
| Côte classée 3e cat.         | 0300 €   | –       | –       | 18 durant ce Tour                        |
| Côte classée 4e cat.         | 0200 €   | –       | –       | 25 durant ce Tour                        |
| Meilleur jeune               | 0500 €   | –       | –       | Pour le meilleur jeune de l'étape        |
| Combatif                     | 2 000 €  | –       | –       | Non attribué sur un contre-la-montre     |
| Équipe                       | 2 800 €  | –       | –       | Meilleure équipe de l'étape              |

### Gains par équipes
| Pos | Pays       | Équipe                | €       | Vict. |
| --- | ---------- | --------------------- | ------- | ----- |
| 1   | Kazakhstan | Astana                | 697 050 | 3     |
| 2   | Danemark   | Team Saxo Bank        | 362 850 | 3     |
| 3   | Italie     | Liquigas              | 156 360 |       |
| 4   | États-Unis | Garmin-Slipstream     | 151 870 |       |
| 5   | États-Unis | Team Columbia-HTC     | 102 300 | 6     |
| 6   | Suisse     | Cervélo TestTeam      | 86 710  | 2     |
| 7   | France     | BBox Bouygues Telecom | 63 470  | 2     |
| 8   | France     | AG2R La Mondiale      | 54 730  |       |
| 9   | Espagne    | Euskaltel-Euskadi     | 49 820  |       |
| 10  | France     | Cofidis               | 40 690  |       |
| 11  | Russie     | Team Katusha          | 36 200  | 1     |
| 12  | France     | La Française des jeux | 35 660  | 1     |
| 13  | Allemagne  | Team Milram           | 32 830  |       |
| 14  | Espagne    | Caisse d'Épargne      | 31 540  | 1     |
| 15  | Pays-Bas   | Rabobank              | 31 310  | 1     |
| 16  | France     | Agritubel             | 27 690  | 1     |
| 17  | Belgique   | Silence-Lotto         | 22 570  |       |
| 18  | Pays-Bas   | Skil-Shimano          | 22 530  |       |
| 19  | Belgique   | Quick Step            | 17 760  |       |
| 20  | Italie     | Lampre-NGC            | 17 040  |       |

### Télédiffusion
À la suite des révélations de cas de dopage au cours des éditions précédentes du Tour, les chaînes publiques allemandes ARD et ZDF avaient décidé dans un premier temps le 16 octobre 2008 de ne pas retransmettre le Tour de France 2009. Elles diffusent finalement la dernière heure de chaque étape.